# Thrombus
Thrombus es un género de demosponjas que pertenece a la familia Thrombidae.

## Taxonomía
El género Thrombus incluyes las siguientes especies
- Thrombus abyssi (Carter, 1873)
- Thrombus challengeri Sollas, 1886
- Thrombus jancai Lehnert, 1998
- Thrombus kittonii (Carter, 1874)
- Thrombus ornatus Sollas, 1888